# كريستوفر تيدل
كريستوفر تيدل (بالسويدية: Kristoffer Thydell)‏ (17 مارس 1993 بالسويد - ) هو لاعب كرة قدم سويدي في مركز الوسط. شارك مع منتخب السويد تحت 17 سنة لكرة القدم ومنتخب السويد تحت 19 سنة لكرة القدم. أما مع النوادي، فقد لعب مع نادي هالمستاد وHusqvarna FF ‏.

## وصلات خارجية
- كريستوفر تيدل على موقع اتحاد السويد (السويدية)
- كريستوفر تيدل على موقع قاعدة بيانات كرة القدم.إي يو (الإنجليزية)